# 미인국 2인 행각
《미인국 2인 행각》(Two Arabian Nights)은 미국에서 제작된 루이스 마일스톤 감독의 1927년 영화이다. 윌리엄 보이드 등이 주연으로 출연하였고 존 W. 콘시딘 주니어 등이 제작에 참여하였다. 아카데미 감독상 수상작이다.
제1차 세계 대전 도중 독일군에 포로로 붙잡힌 두 명의 미군을 주인공으로 한다.

## 출연

### 주연
- 윌리엄 보이드

### 조연
- 매리 애스터
- 루이스 울하임
- 마이클 바비치
- 이안 케이스
- 드윗 제닝스
- 마이클 비사로프
- 보리스 칼로프

## 기타
- 미술: 윌리엄 카메론 멘지스
- 자막: 조지 마리온 주니어